# Rivières de justice
Pour les articles homonymes, voir Alliance pour le changement, Cocorico et Coalition populaire.

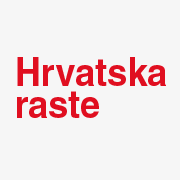
Logo de La Croatie grandit.

Rivières de justice est le nom porté depuis 2024 par une coalition politique croate de centre gauche formée en 2010 dans la perspective des Élections législatives croates de 2011. Elle porte précédemment les noms d'Alliance pour le changement (2010-2011), Coalition Cocorico (2011-2015), La Croatie grandit (2015-2016), Coalition populaire (2016-2020), puis Coalition Nouveau départ (2020-2024).
Elle est constituée autour du Parti social-démocrate de Croatie (SDP).

## Histoire

### Élections législatives de2011

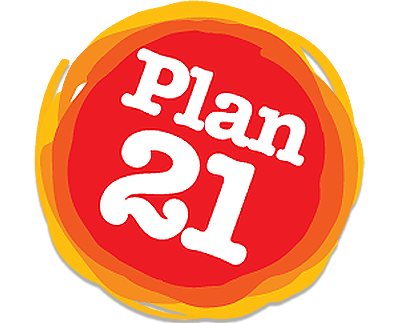
Logo de la Coalition Cocorico.

Elle est initialement créée en 2010, sous le nom d’Alliance pour le changement (en croate : Savez za promjene, SzP) en prévision des élections législatives du 4 décembre 2011 par le SDP, le HNS, le HSU et la Diète démocrate istrienne (IDS). Elle prend ensuite le nom de Coalition Cocorico (en croate : Kukuriku koalicija, KK), en référence au nom du restaurant Kukuriku de Kastav où les responsables des formations ont scellé leur accord.
Au cours du scrutin, l'alliance recueille 40 % des voix et fait élire 80 députés sur 151. Zoran Milanović forme alors un gouvernement auquel participent le SDP, le HNS et l'IDS.

### Élections législatives de2015
Dans la perspective des élections législatives du 8 novembre 2015, une nouvelle alliance est mise sur pied par les sociaux-démocrates, les sociaux-libéraux et les retraités : La Croatie grandit (en croate : Hrvatska raste, HR). L'IDS n'y participe pas, tandis que les Travaillistes croates - Parti du travail (HL), le Parti paysan croate authentique (AHSS) et le Parti de Zagorje (ZP) la rejoignent.
Au cours du scrutin, l'alliance recueille 33,2 % des voix et fait élire 56 députés sur 151. Milanović cède deux mois et demi plus tard le pouvoir à l'indépendant Tihomir Orešković, appuyé par les conservateurs et les centristes.

### Élections législatives de2016
Les désaccords internes à la majorité d'Orešković ont raison de son gouvernement moins de six mois après sa prise de fonction. En effet, le Parlement vote une motion de censure par 125 voix sur 142 le 16 juin. Un mois plus tard, la présidente de la République Kolinda Grabar-Kitarović dissout l'assemblée parlementaire et convoque des élections anticipées le 11 septembre. Le Parti social-démocrate, le Parti populaire et le Parti des retraités constituent alors la « Coalition populaire » que rejoint le Parti paysan croate (HSS) tandis que tous les alliés de 2015 s'en retirent.

### Élections législatives de2020
La coalition est renommée Coalition Nouveau départ.

## Composition

### Élections de2011
| Parti | Parti                                                                                       | Idéologie                                                  | Députés élus |
| ----- | ------------------------------------------------------------------------------------------- | ---------------------------------------------------------- | ------------ |
|       | Parti social-démocrate de Croatie Socijaldemokratska partija Hrvatske                       | Centre gauche Social-démocratie, progressisme, europhilie  | 61 / 151     |
|       | Parti populaire croate - Démocrates libéraux Hrvatska narodna stranka - liberalni demokrati | Centre gauche Social-libéralisme, progressisme, europhilie | 13 / 151     |
|       | Diète démocrate istrienne Istarski demokratski sabor                                        | Centre gauche Social-libéralisme, régionalisme             | 3 / 151      |
|       | Parti croate des retraités Hrvatska stranka umirovljenika                                   | Centre Défense des retraités                               | 3 / 151      |

### Élections de2015
| Parti | Parti                                                                                       | Idéologie                                                  | Députés élus |
| ----- | ------------------------------------------------------------------------------------------- | ---------------------------------------------------------- | ------------ |
|       | Parti social-démocrate de Croatie Socijaldemokratska partija Hrvatske                       | Centre gauche Social-démocratie, progressisme, europhilie  | 42 / 151     |
|       | Parti populaire croate - Démocrates libéraux Hrvatska narodna stranka - liberalni demokrati | Centre gauche Social-libéralisme, progressisme, europhilie | 9 / 151      |
|       | Travaillistes croates - Parti du travail Hrvatski laburisti – Stranka rada                  | Gauche Socialisme démocratique, europhilie                 | 3 / 151      |
|       | Parti croate des retraités Hrvatska stranka umirovljenika                                   | Centre Défense des retraités                               | 2 / 151      |

### Élections de2016
| Parti | Parti                                                                                       | Idéologie                                                  | Députés élus |
| ----- | ------------------------------------------------------------------------------------------- | ---------------------------------------------------------- | ------------ |
|       | Parti social-démocrate de Croatie Socijaldemokratska partija Hrvatske                       | Centre gauche Social-démocratie, progressisme, europhilie  | 38 / 151     |
|       | Parti populaire croate - Démocrates libéraux Hrvatska narodna stranka - liberalni demokrati | Centre gauche Social-libéralisme, progressisme, europhilie | 9 / 151      |
|       | Parti paysan croate Hrvatska seljačka stranka                                               | Centre Agrarisme, conservatisme                            | 5 / 151      |
|       | Parti croate des retraités Hrvatska stranka umirovljenika                                   | Centre Défense des retraités                               | 2 / 151      |

### Élections de2020
| Parti | Parti                                                                 | Idéologie                                                 | Députés élus |
| ----- | --------------------------------------------------------------------- | --------------------------------------------------------- | ------------ |
|       | Parti social-démocrate de Croatie Socijaldemokratska partija Hrvatske | Centre gauche Social-démocratie, progressisme, europhilie | 29 / 151     |
|       | Parti paysan croate Hrvatska seljačka stranka                         | Centre Agrarisme, conservatisme                           | 5 / 151      |
|       | Alliance civique libérale Građansko-liberalni savez                   | Centre gauche Social-libéralisme                          | 4 / 151      |
|       | Diète démocrate istrienne Istarski demokratski sabor                  | Centre Régionalisme, social-libéralisme                   | 3 / 151      |
|       | Parti croate des retraités Hrvatska stranka umirovljenika             | Centre Défense des retraités                              | 2 / 151      |

## Programme

### Élections de2011
Le programme de la coalition a été présenté le 15 septembre 2011 à Zagreb sous le nom de Plan 21. L'un des points majeurs  est la lutte contre la corruption.